# Bendern
Bendern es un pueblo de Liechtenstein, localizado en el municipio de Gamprin.

## Localización
El pueblo está situado junto al río Rin, cerca de Gamprin, y al lado de la frontera con Suiza.

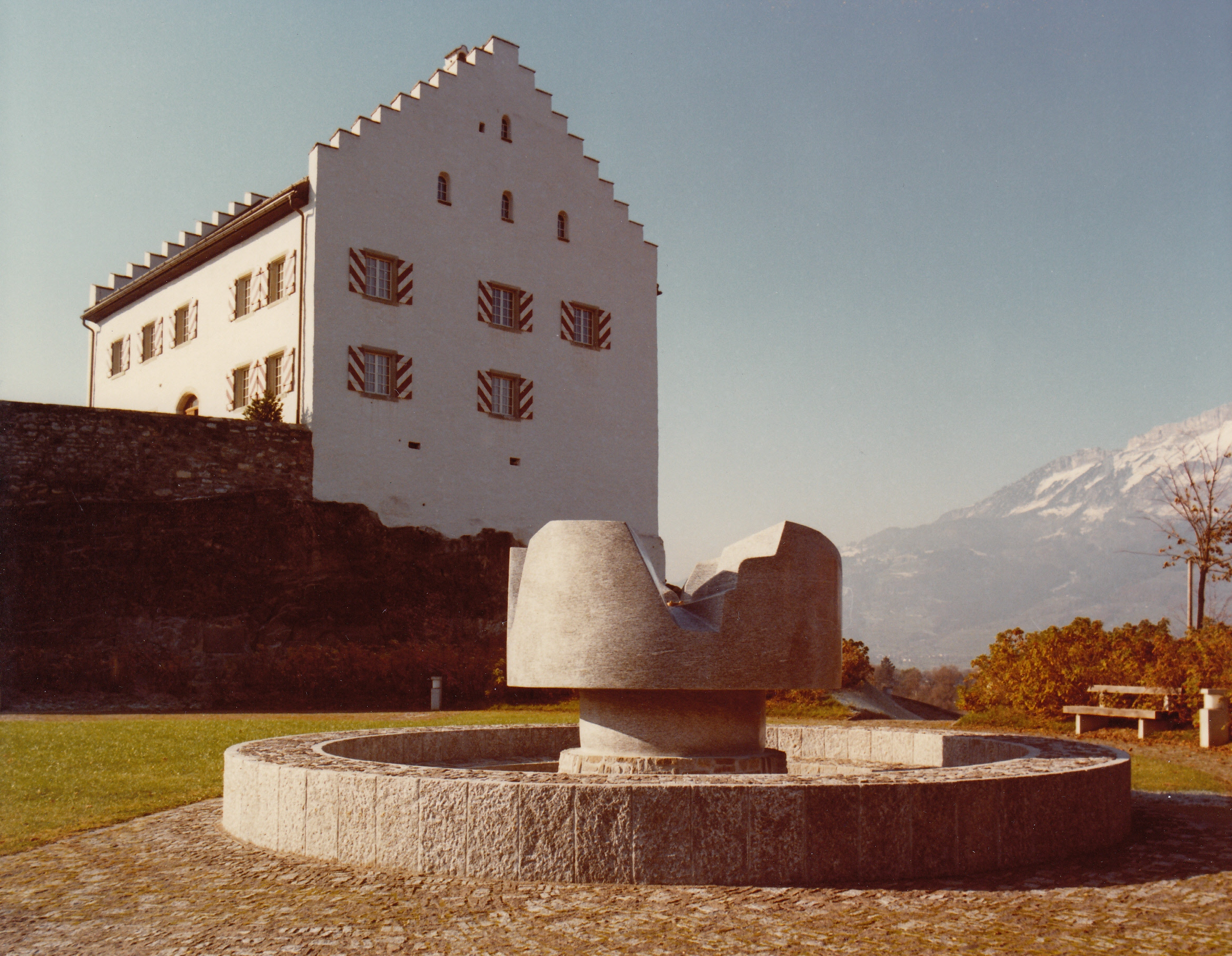
La fuente de Bendern

Bendern está vinculado con el pueblo suizo de Haag, una aldea de Sennwald, con un puente en la carretera.